# Prison de Drapchi
La prison de Drapchi, connue en chinois sous l'appellation de « prison Di Yi Jianyu-No 1 », est la plus grande prison du Tibet, sise dans la capitale Lhassa.

## Historique
À l'origine le site de Drapchi accueillait le siège de la monnaie tibétaine.
Construite initialement pour servir de garnison militaire tibétaine, elle fut transformée en prison après le soulèvement tibétain de 1959 contre la Chine.
Ouverte officiellement comme prison en 1965, elle est formée d'une série de neuf unités et a été récemment agrandie et restructurée. La population carcérale est estimée à 1000 détenus dont 600 considérés comme prisonniers politiques, âgés de 18 à 85 ans, parmi lesquels beaucoup de moines et nonnes.
Selon les réfugiés tibétains en exil, la prison a acquis une réputation tristement célèbre et est redoutée des Tibétains en raison de sa gestion dure. Des associations de Tibétains en exil ont fait état de brutalités.
En 2002, Amnesty International a demandé que la lumière soit faite sur la répression de mouvements de mécontentement ayant éclaté dans la prison les 1er et 4 mai 1998.

## Exécutions publiques

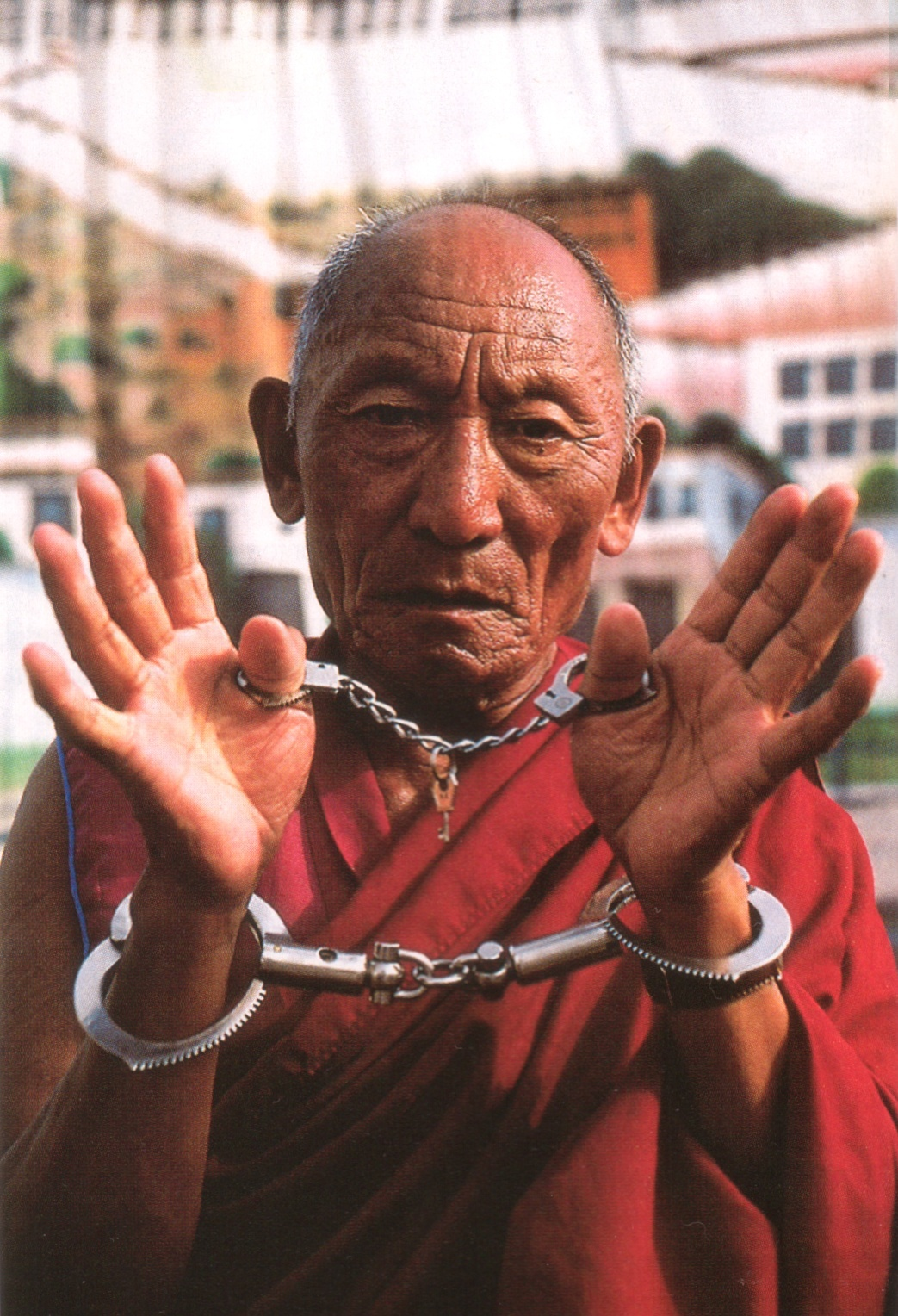
Palden Gyatso, en juillet 2000, en France

En novembre 1970, Palden Gyatso fut témoin d’exécutions publiques qu’il décrit avec horreur dans son autobiographie (Le feu sous la neige). Il fut amené avec des centaines d’autres Tibétains des prisons de Lhassa à la prison de Drapchi pour assister à une réunion annuelle de « récompenses et châtiments ». Les gardes sortirent des rangs ceux des prisonniers qui allaient être exécutés, ligotés et bâillonnés, ils portaient une pancarte autour du cou où figuraient des caractères chinois. Palden Gyatso fut contraint à s’avancer près de Kundaling Kusang (Pamo Kusang), une célèbre femme tibétaine au visage enflé et couvert de meurtrissures, pouvant à peine respirer et qui était accusée d’activités contre-révolutionnaires visant à renverser la dictature prolétarienne. Elle fut, ainsi que 14 autres Tibétains, contraints de s’agenouiller devant une fosse près du monastère de Séra, et abattus par un peloton d’exécution, les survivants à la première rafale furent achevés d’une balle à bout portant. Les familles furent informées, le nombre de balles, la taille de la corde ayant servi à ligoter et le coût étaient indiqués.

## Tortures
Différents témoignages signalent des cas de torture à Drapchi.
Palden Gyatso est transféré à la prison de Drapchi en 1964. Il y sera notamment battu et subira de nombreuses tortures avec électrochocs. Ani Patchen cette princesse tibétaine, devenue nonne, dirigea une armée dans le Kham et rejoint la résistance tibétaine. Capturée en 1959, elle passe 21 ans dans les prisons chinoises, dont 11 ans à Drapchi, subissant des tortures quasi-quotidiennes. Tenzin Choedrak considère Drapchi comme l'« antichambre de la mort », il évoque les séances de Thamzing et les cas de tortures.
La nonne tibétaine Choeying Kunsang condamnée à 4 ans de prison en 1995 pour avoir participé à une manifestation indique :
« Nous devions porter un bol d’eau sur la tête tout en maintenant des journaux entre nos genoux et sous nos bras. Si quelque chose tombait nous étions battues, à coups de pied et de bâton électrique pour les animaux. Nous devions aussi enlever nos chaussures et rester debout sur le sol arrosé d’eau froide. La Vénérable Dorjee Youdon, originaire de la région de Nyenmo, a commis une erreur lors d’un exercice et elle a reçu des coups de pied dans l’estomac. Au lieu de recevoir un traitement médical adéquat, elle a été enfermée dans sa cellule. ».

## Conditions de libération
À sa sortie de prison, les autorités informent Choeying Kunsang que si elle évoque ses conditions de vie à Drapchi, elle sera de nouveau arrêtée et remise en prison avec une peine doublée,.

## Mouvement de protestation de mai 1998
Reprenant des « informations recueillies de source non officielle », Amnesty International rapporte la mort de neuf détenus en 1998, pour la plupart des moines et des nonnes : « Ces neuf détenus seraient morts des suites de passages à tabac et de diverses autres formes de torture et de mauvais traitements que leur auraient administrés des surveillants pendant et après les troubles de mai 1998 » (manifestations lors de cérémonies dans l'enceinte de la prison, grève de la faim).
Selon Amnesty International, les autorités chinoises, après avoir démenti ces incidents, ont donné une autre version des faits : « Une poignée de criminels est allée jusqu'à crier ouvertement des slogans séparatistes, à insulter, à assiéger et à agresser des surveillants. Les agents de police de la prison ont pris des mesures pour mettre fin à cette situation, conformément aux dispositions de la loi sur les prisons. La reprise en main de la situation n’a donné lieu à aucune mort d’homme due à des coups.
Dans la mesure où les actes de certains de ces criminels constituaient des infractions portant atteinte à l’ordre de l’administration pénitentiaire et constituant une instigation à porter atteinte à l’intégrité de l’État, ces délinquants
ont fait l’objet de sanctions pénales supplémentaires, conformément à la loi ». Amnesty International note que « ces déclarations officielles sont contredites par les témoignages d'anciens détenus ».
Le rapport d'Amnesty International précise que la majorité des prisonniers d'opinion incarcérés à Drapchi le sont en raison de « leurs activités en faveur de l'indépendance du Tibet » ou de « leur fidélité à leur chef spirituel, le dalaï-lama ».

## Détenu(e)s célèbres

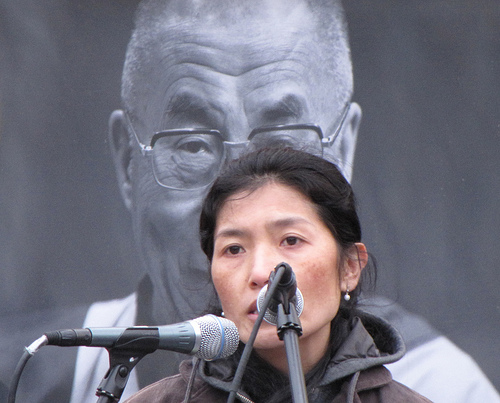
Ngawang Sangdrol à une marche pour la liberté du Tibet à New York

- Le Dr Lobsang Wangyal arrêté après le soulèvement tibétain de 1959 fut envoyé à Drapchi et condamné à 7 ans de prison[10].
- Sonam Gyalpo
- Yulo Tulku Dawa Tsering
- Ngawang Sangdrol
- Phuntsog Nyidron
- Ngawang Chophel
- Ngawang Phulchung
- Takna Jigme Sangpo
- Lhundrub Sangmo et Rizin Choekyi[11]
- Lobsang Tashi[12].
- Lhalu Tsewang Dorje
- Lobsang Wangchuk
- Jigme Gyatso de 1997 à 2004[13]. En mai 1998, il rejoint d'autres détenus en criant des slogans pro-Dalaï Lama. Neuf détenus sont tués par les autorités pénitentiaires en représailles et Jigme Gyatso est de nouveau battu[14]. En mai 2004, il crie à nouveau « Vive le Dalaï Lama!" et est battu avec des matraques électriques. Il a été inculpé d'« incitation au séparatisme » ce qui ajoute trois années à sa peine.
- Passang Lhamo